# Sally Isenberg
Sally Isenberg, Geburtsname Salomon Isenberg, (* 2. März 1889 in Gilserberg; † 4. Oktober 1961 in Saarbrücken) war ein deutscher Bankier jüdischer Herkunft. Bekannt wurde Isenberg durch den «Fall Isenberg» in Liechtenstein. Er wehrte sich erfolgreich gerichtlich und aussergerichtlich gegen den zunehmenden Antisemitismus im Fürstentum. Zusammen mit Schelomo Bar Eljokum verfasste er 1949 das Buch Ein Jude spricht für Deutschland. In diesem Buch argumentierte er gegen die Kollektivschuld der Deutschen.

## Leben
Sally Isenberg wuchs in Gilserberg auf. Im Ersten Weltkrieg diente er als Soldat für das Deutsche Reich und kehrte verwundet zurück. Er war mit Ernestine (Erna) Marx verheiratet und hatte drei Söhne. Bis 1928 war er Direktor der Saarbank, die 1928 liquidiert wurde. 1931 liess er sich in Liechtenstein als Privatier nieder und bekam die dauernde Niederlassung. Er baute für sich und seine Familie oberhalb von Vaduz eine Villa.
Nach eigenen Angaben wollte er sich nie politisch engagieren. 1935 bekam er als ehemaliger Frontkämpfer das Ehrenkreuz im Auftrag von Adolf Hitler zugesendet. Trotzdem wurde er 1938 ausgebürgert. 1936 war die jüdische Gemeinde in Liechtenstein auf zirka 100 Personen angewachsen. Das nationalsozialistische Propagandablatt Der Stürmer veröffentlichte im April 1936 eine Serie von Artikeln über die Juden in Liechtenstein. Das Parteiblatt der Vaterländischen Union (VU), das Liechtensteiner Vaterland, druckte die Serie nach. Dadurch kam es zum Streit mit der regierenden Fortschrittlichen Bürgerpartei (FBP), die der Opposition vorwarf, durch ihre antisemitische Propaganda Investoren aus Liechtenstein zu vertreiben. Die Serie im Stürmer soll von einem anonymen Liechtensteiner Bürger verfasst worden sein und beschuldigte Isenberg, ein Konkursbetrüger, Schmarotzer, Geldwäscher und Steuerhinterzieher zu sein. Er wurde als der typische Jude bezeichnet, den Liechtenstein aufnehmen würde, um die Deutsche Volkswirtschaft um Milliarden zu betrügen.
Der Liechtensteiner jüdische Industrielle Rudolf Engel forderte in einem Leserbrief in der FBP-eigenen Zeitung Liechtensteiner Volksblatt den Autor auf, aus seiner Anonymität herauszukommen und seine Anschuldigungen zu beweisen. Doch das Liechtensteiner Vaterland reagierte nur mit Kommentaren, Rudolf Engel zahle den Mitarbeitern seiner Strickereifabrik nur Hungerlöhne. Im Stürmer wurde im Juni 1936 ein anonymer Beitrag veröffentlicht, in dem Isenberg als «der größte Betrüger des Saarlandes» bezeichnet wurde und der Vorwurf der Veruntreuung von 40 Millionen Mark erhoben wurde. Das Liechtensteiner Vaterland druckte auch diesen Artikel mit Genehmigung der Parteiführung der Vaterländischen Union, Otto Schaedler und Alois Ritter, nach. Dieser Artikel war der Beginn des Falls Isenberg.
Das Liechtensteiner Volksblatt der Fortschrittlichen Bürgerpartei forderte daraufhin die Verurteilung des Liechtensteiner Vaterland und der Vaterländischen Union wegen Volksverhetzung sowie ein Gerichtsverfahren gegen deren Chefredakteur Carl von Vogelsang. Das Liechtensteiner Volksblatt würde die Ehre des Menschen genauso schützen wie die Ehre Liechtensteins. Die Vaterländische Union und das Vaterland hatten Isenberg vorgeworfen, die Ehre Liechtensteins durch seine Anwesenheit zu beschmutzen, er solle ausgewiesen werden.
Auch Isenberg wehrte sich gerichtlich und öffentlich. Im Volksblatt nahm er Stellung und bezeichnete sich als unschuldig. Er habe in Bezug auf den Konkurs der Saarbank nichts Unrechtes getan. Er schrieb: «Gegen Herrn von Vogelsang habe ich Strafverfahren eingeleitet. Gegen den Stürmer bin ich wehrlos.» Auch verwies er in diesem Artikel darauf, dass Katholiken, Reformierte und Juden doch denselben Gott anbeten würden.
Das Vaterland, Alois Vogt und Vogelsang forderten Isenberg auf, die Vorwürfe zu widerlegen und nach Deutschland zu reisen, um Gegenbeweise beizubringen. Dies war aufgrund der Lage in Deutschland jedoch unrealistisch und lief auf die Umkehr der Beweislast hinaus.
Am 18. Juni 1936 beschäftigte sich der Liechtensteiner Landtag in einer nichtöffentlichen Sitzung mit dem Antisemitismus in Liechtenstein. Schaedler (VU) argumentierte gegen die Einbürgerung von Juden im Fürstentum. Der Landtagspräsident Anton Frommelt (FBP) setzte sich für Isenberg ein mit dem Verweis, die «Rasse» spiele bei der Einbürgerung keine Rolle. Schaedler argumentierte mit rassistischen Aussagen: Man dürfe es nicht zulassen, dass «das Liechtensteiner Blut mit Fremden gemischt werde». Liechtenstein werde von Juden überschwemmt. Regierungschef Josef Hoop (FBP) wies diesen Vorwurf zurück und betonte, Antisemitismus würde dem Land großen Schaden zufügen, auch wirtschaftlich. Schaedler befürwortete ein Bleiberecht für Juden, die Arbeitsplätze im Land schaffen würden, sprach sich aber gleichzeitig gegen deren Einbürgerung aus. Nach dieser Aussage kam es zu Protesten der Vertreter der Gemeinden, die auf die Abgaben der Eingebürgerten nicht verzichten wollten. Auch Isenberg hatte angekündigt, die Liechtensteiner Wirtschaft durch eine geplante Brauerei mit 30 Arbeitsplätzen unterstützen zu wollen. Zwei Tage später gab die Liechtensteiner Landesregierung bekannt, dass sie den Zuzug von Arbeitsplätze schaffenden Juden weiter unterstützen werde.
Inzwischen bereiteten sich beide Seiten auf den Verleumdungsprozess vor. Vogelsang und Vogt reisten nach Deutschland, um belastendes Material gegen Isenberg zusammenzutragen. Das Volksblatt hetzte unterdessen weiter, publizierte eine Liste von Juden im Fürstentum und titulierte diese als «Blutsauger Liechtensteins», «Steuerbetrüger», «Volksbetrüger» und «Speichellecker». Die Verteidigung von Carl von Vogelsang übernahm Alois Vogt selbst.
Isenberg hatte mehrfach auf Flugblättern auf diesen Prozess aufmerksam gemacht, daher forderte der Parteitag der Vaterländischen Union die Regierung im Dezember 1936 auf, «den Juden Sally Isenberg zum Schweigen zu bringen und ihn notfalls auszuweisen». Am 10. Januar 1937 erklärten sich die Delegierten der Fortschrittlichen Bürgerpartei mit Isenberg solidarisch. Isenberg kündigte einige Tage später an, er habe Beweise über eine Beteiligung der Vaterländischen Union an staatsfeindlichen Aktivitäten. Die Vaterländische Union hielt dies für einen Bluff. Mitte Januar 1937 konnte Isenberg die Weitergabe vertraulicher Informationen durch führende Mitglieder der Vaterländischen Union an Regierungs- und Parteistellen in Deutschland und Österreich beweisen. Dies war der Beginn der Spitzelaffäre Vogelsang, die 1937 das Land erschütterte und eine Welle von Klagen gegen die Vertreter der Vaterländischen Union nach sich zog. Die Antisemitismus-Vorwürfe bildeten dabei nur noch einen kleinen Teil der Beschuldigungen.
1938 bildeten die Fortschrittliche Bürgerpartei und die Vaterländische Union eine Koalitionsregierung, um gemeinsam die deutschlandfreundliche neue Partei Volksdeutsche Bewegung in Liechtenstein zu bekämpfen. Diese forderte den Anschluss Liechtensteins an das Grossdeutsche Reich. Nach dem misslungenen Anschlussputsch am 24. März 1938 kündigte Isenberg seinen Fortzug aus Liechtenstein an.
Isenberg emigrierte mit seiner Familie im Sommer 1938 nach New York. Dort setzte er sich später für Deutschland ein, indem er sich gegen eine Kollektivschuld aussprach. Zusammen mit Schelomo Bar Eljokum verfasste er 1949 das Buch Ein Jude spricht für Deutschland. 1959 kehrte er in seine Heimat Saarbrücken zurück, wo er 1961 starb.

## Publikationen
- mit Schelomo Bar Eljokum: Ein Jude spricht für Deutschland. K. Lüder, Frankfurt 1949.